# День Памяти павших воинов Израиля, место погребения которых неизвестно
День памяти мучеников израильских войск, место захоронения которых неизвестно (ивр. יום הזיכרון לחללי מערכות ישראל שמקום קבורתם לא נודע‎), был закреплён военным раввинатом 7-го Адара, дня рождения и смерти Моисея по еврейской традиции, поскольку, согласно книге Второзакония, место погребения Моисея неизвестно (Втор. 34:5, 6). В високосном году день памяти отмечается 7-го Адара II.
На военном кладбище на горе Герцля в Иерусалиме создан «Сад пропавших без вести, в память о павших, место захоронения которых неизвестно», и каждый год в седьмой день месяца Адар там проводится государственная церемония поминовения погибших героев. В саду установлена мемориальная стена с именами мучеников израильских войск, павших в пределах страны и за рубежом, место захоронения которых неизвестно.
173 жертвы израильских сил после Войны за независимость в настоящее время определяются как жертвы, место захоронения которых неизвестно, из которых 108 были убиты в Войне за независимость.